# مسافة فاصلة
المسافة الفاصلة هي المسافة التي تقطعها موجات الراديو، متضمناً عادةً قفزة في الغلاف المتأين. وهي المسافة على سطح الأرض بين نقطتين تسقط فيهما موجات راديوية من جهاز إرسال تكسرها طبقات مختلفة من الغلاف المتأين نزولا . ويمثل أيضا المدى الذي وصلت إليه موجة راديوية لكل قفزة على سطح الأرض، بالنسبة للموجات الراديوية مثل الموجات الراديوية القصيرة (SW) التي تستخدم انعكاسات مسمترة للبث.

## مسار الإنتشار
لا تنكسر جميع الموجات الراديوية من هوائي مرسل معين بفعل طبقة معينة من الغلاف المتأين، حيث أن البعض يمتص والبعض ينكسر بينما يخرج جزء إلى الطبقة التالية.
في هذه الطبقة العليا، هناك احتمال أن تنحني هذه الموجة الراديوية إلى أسفل إلى الأرض مرة أخرى. ويحدث هذا الإنحناء لأن لكل طبقة من طبقات الغلاف المتأين مؤشر انكسار يختلف عن غيره. وبسبب اختلاف درجات الانكسار، أو الانعكاس الظاهري ترتطم الموجات الراديوية بسطح الأرض في نقاط مختلفة، مما يولّد مسافة الفاصلة، وتبلغ المسافة الفاصلة ذروتها أثناء الليل الذي يكن فيه الغلاف المتأين هو الأعلى .